# 大沢祐輔
大沢 祐輔（おおさわ ゆうすけ）は、日本の漫画家。

## 略歴
- 2008年 - 『鬼哭』がMGP（マガジングランプリ）2008年10月期奨励賞を受賞[1]。
- 2009年 - 『魔女とメガネと魔法陣』が第82回週刊少年マガジン新人漫画賞にて佳作を受賞（『マガジンSPECIAL』2009年7月号に掲載）[2]。
- 2012年 - 『マガジンSPECIAL』2012年1月号にて『Little Big Doctor』を読み切り連載。同年『週刊少年マガジン』21・22合併号より『Dr.デュオ』を連載開始[3]。

## 作品リスト

### 連載作品
- Dr.デュオ（原案協力：木下繁、『週刊少年マガジン』2012年21・22合併号[3] - 2013年11号、全5巻）
- GREEN WORLDZ（『マンガボックス』2014年1号[4] - 2016年10号[5]、全8巻）
- シックス・バレッツ（『月刊ドラゴンエイジ』2016年9月号[6] - 、全2巻）
- スパイダーマン/偽りの赤（『マガジンポケット』2019年7月26日 - 2020年3月6日[7]、全1巻[8]）
- 捨てられた転生賢者〜魔物の森で最強の大魔帝国を作り上げる〜（原作：未来人A、キャラクター原案：キッカイキ、『マガジンポケット』2020年6月24日[9] - 、全8巻）※クリカラマル名義
- ケガレノウタ（『別冊ドラゴンエイジ』VOL.1[10] - 9、『ヤングドラゴンエイジ』VOL.1、全2巻）
- スター・ウォーズ:マンダロリアン（原案：ウォルト・ディズニー・カンパニー、監修：ルーカスフィルム、『月刊ビッグガンガン』2022年Vol.06[11] - 2024年Vol.11[12]、全4巻）

### 読切作品
- 魔女とメガネと魔法陣（『マガジンSPECIAL』2009年7月号）
- Little Big Doctor（『マガジンSPECIAL』2012年1月号）
- 九人目のジェダイ[13]（『ビッグガンガン』2022年Vol.08[14]） - 複数の漫画家による『スター・ウォーズ:ビジョンズ』の連載に参加[15]

## 師匠
- 東直輝[16]
- 奈良一平[16]